# Buckingham, Florida
Buckingham är en så kallad census-designated place i Lee County i Florida. Vid 2010 års folkräkning hade Buckingham 4 036 invånare.